# 2019년 2월 북미정상회담
2019년 2월 미북정상회담(北美頂上會談, 영어: 2019 United States-North Korea Summit, 문화어: 2019년 조미수뇌상봉(朝米首腦相逢))은 2019년 조선민주주의인민공화국의 김정은 국무위원장이 미국 백악관의 미국 대통령 도널드 트럼프에게 2018년 9월에 전달한 공식적인 2차 북미 정상회담 요청 편지를 트럼프가 수락하여, 2018년 12월 이전에 열릴 가능성이 있는 것으로 백악관이 발표한, 조선민주주의인민공화국과 미국 간 정상회담이다. 미국 언론 CNN에서는 마이크 폼페이오 국무 장관이 가능한 빠른 시기에 조선민주주의인민공화국을 방문하여 일정을 확정할 것이라고 발표하였다. 하노이 정상회담은 2019년 2월 27-28일 베트남 하노이 메트로 폴 호텔에서 열린 김정은 위원장과 도날드 트럼프 미국 대통령과의 2일간의 정상 회담이었다. 싱가포르에서 2018년 6월에 첫 번째 회담을 가진 후 미국 대통령 도널드 트럼프와 북한 지도자 김정은과의 두 번째 정상회담이다.

## 개요

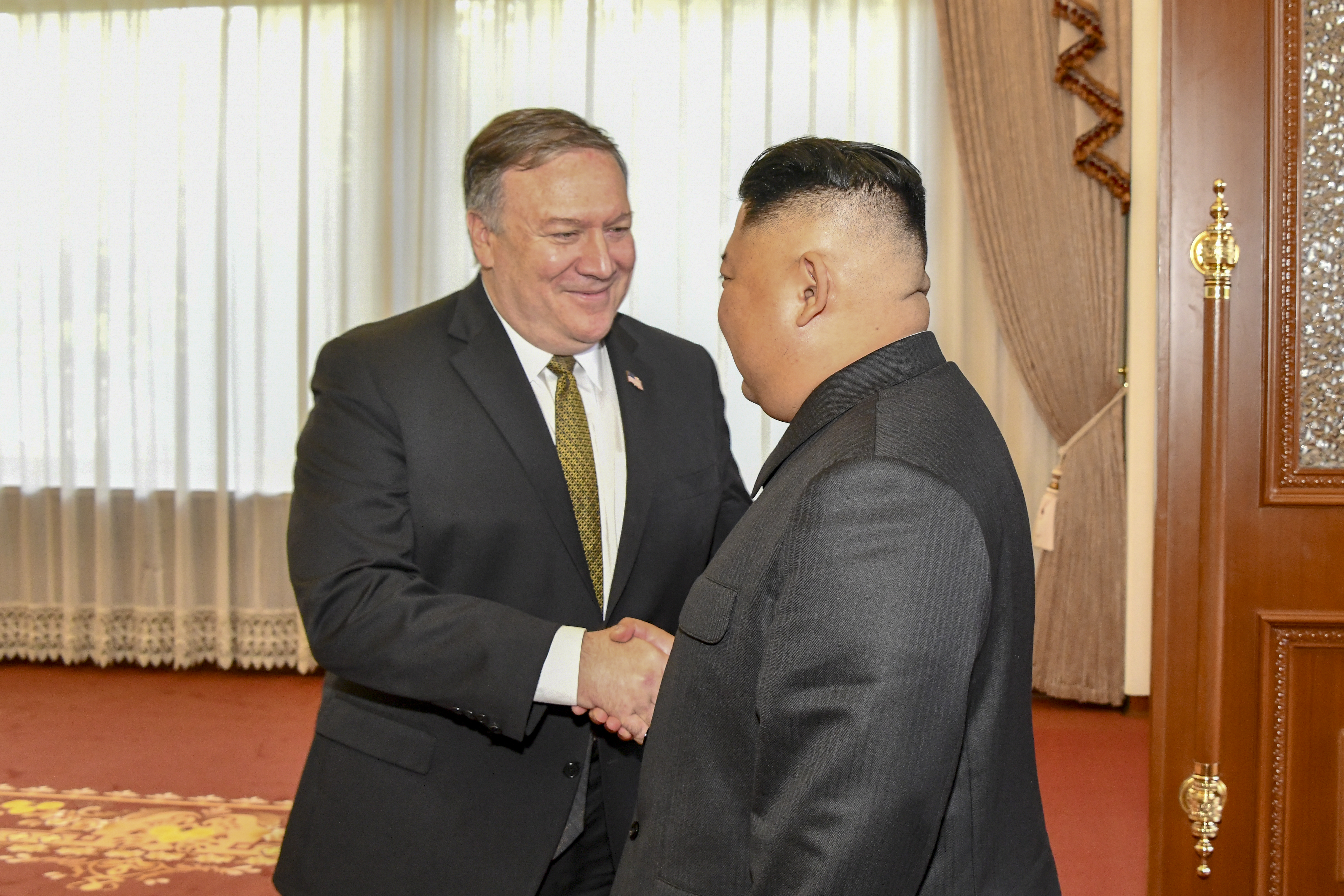
미국 국무 장관 마이크 폼페이오는 북한의 김정은 위원장을 북한의 평양에서 만났다.

영국 BBC 방송 한국 지사에서는 미국 대통령 도널드 트럼프가 8월 20일 제 2차 정상회담을 수락하였음을 보도하였다. 동아일보에서는 정상회담 시점은 2018년 10월 또는 11월이 유력한 시점이라고 마이크 폼페이오 미국 국무장관의 말을 인용하였다. 중앙일보에서는 리용호 조선민주주의인민공화국 외무상과 마이크 폼페이오 미국 국무부 장관이 뉴욕에서 정상회담 관련 일정 협의를 하였다고 보도하였다.

## 예상 주요 안건 및 장소

### 예상 주요 안건
대한민국의 국책연구기관인 통일연구원 박형중 박사는 2일 BBC 코리아와의 인터뷰에서  비핵화 협상이 진전을 보려면 조선민주주의인민공화국 영변 핵시설에 대한 북미 간 합의가 이뤄져야 한다고 논평하였다. 미국 도널드 트럼프 대통령은, 김정은 조선민주주의인민공화국 국무위원장의 비핵화에 대한 신년사 이후에, 2019년 1월 1일 트위터를 통해 김정은 조선민주주의인민공화국 국무위원장과의 만남을 고대한다고 기록하였다.

### 예상 개최 장소
마크 램버트 국무부 동아태 부차관보 대행이 베트남에 방문하였으며, 경제 발전을 이룬 "베트남모델"이 제시되는등, 베트남이 2019년 북미 정상회담 유력 개최지 중 한 곳으로 지목 되었다. 베트남 정부 역시 2차 북미 정상회담 유치 의사를 공식적으로 밝혔다고 미 CNN 방송이 보도하였다. 블룸버그 NEWS와 문화 일보 기사에 따르면 베트남은 조선민주주의인민공화국의 오랜 우방이기에 베트남의 수도 하노이에서 제2차 북미정상회담이 개최될 것으로 예상했다. 또한 미국과 베트남간의 외교 관계가 좋다는 것이 2차 북미 정상회담 장소가 될 가능성이 높다고 제시 하였다. 기존 정상회담 장소인 싱가포르는 제외 되었으며, CNN 보도에 따르면, 베트남 이외에는 인도네시아, 미국 하와이, 몽골 및 DMZ 가 유력한 장소로 거론되고 있다.
일본 언론에서는 조선민주주의인민공화국의 비핵화와 종전 선언이 주된 안건이 될, 2차 북미 정상회담 장소로 판문점이 유력한 장소라고 전망하였다. YTN에서는 2019년 북미정상회담에 대한 보도를 하면서, 문재인 대통령의 UN 총회 연설에서 한반도 비핵화의 중요성을 언급하였으며, 미국 중간 선거 11월 6일과 북미 정상회담이 주는 영향과 예상 시점 등을 북한대학원 및 세종연구소 연구원을 통해서 조선민주주의인민공화국의 비핵화에 대한 의견을 피력하였다.
도널드 트럼프 미국 대통령은 2019년 2월 8일 2차 북-미 정상회담이 오는 27일과 28일 베트남 하노이에서 열릴 것이라고 발표했다.

## 정상 회담

### 첫날

#### 베트남 지도자들과의 만남

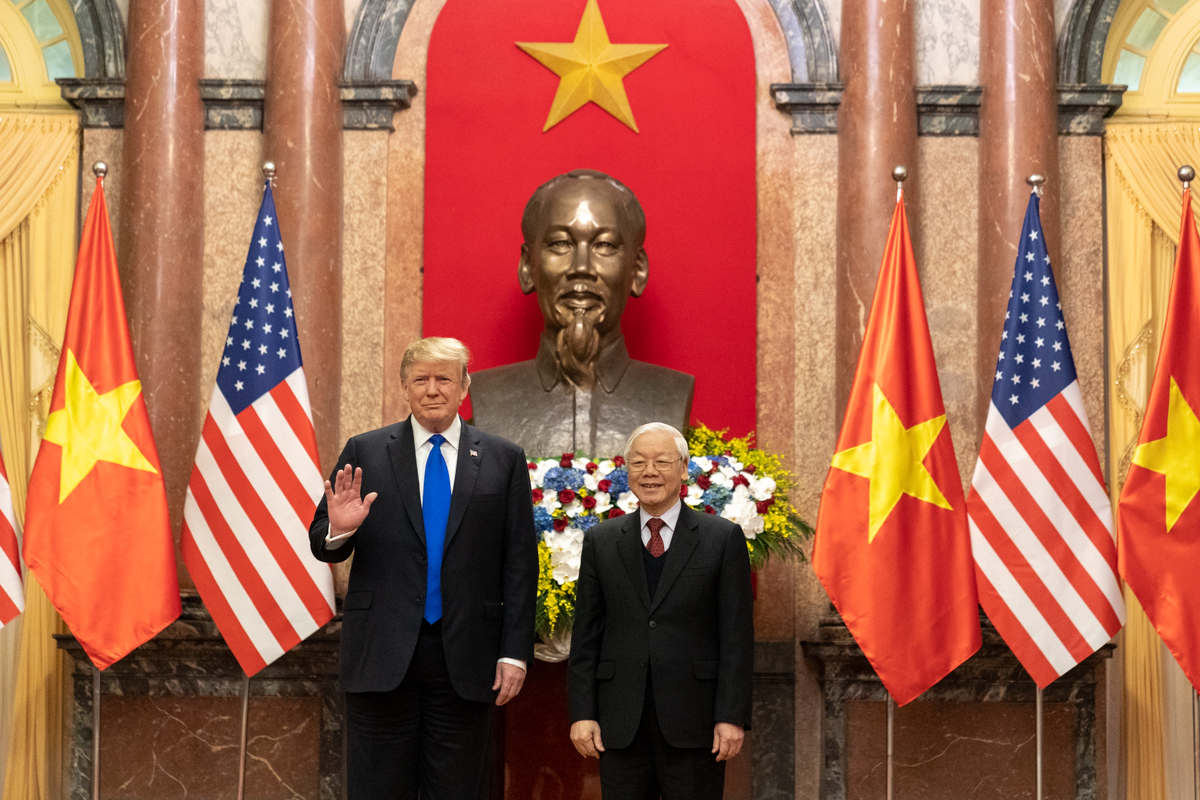
도날드 트럼프 대통령은 2월 27일 오전에, 사무 총장 응우옌 푸쫑 (Nguyễn Phú Trọng)을 만났다.

도널드 트럼프 (Donald Trump) 대통령은 2019년 2월 27일 베트남 현지 시간으로 오전 11시 42분에 베트남 대통령과 사무 총장 응우옌 푸쫑 (Nguyễn Phú Trọng)을 만났다. 그은 베트남 항공사 임원들이 미국 기업과 일련의 비즈니스 거래에 서명하는 것을 지켜 봤다. 일부 계약의 예로는 VietJet Aviation JSC 가 보잉 737 MAX 항공기 100 대를 인수하겠다고 발표했으며, General Electric에서 CFM International LEAP 엔진 및 유지 보수 서비스를 구매하기로 합의했다.

#### 정상간 1대1 미팅

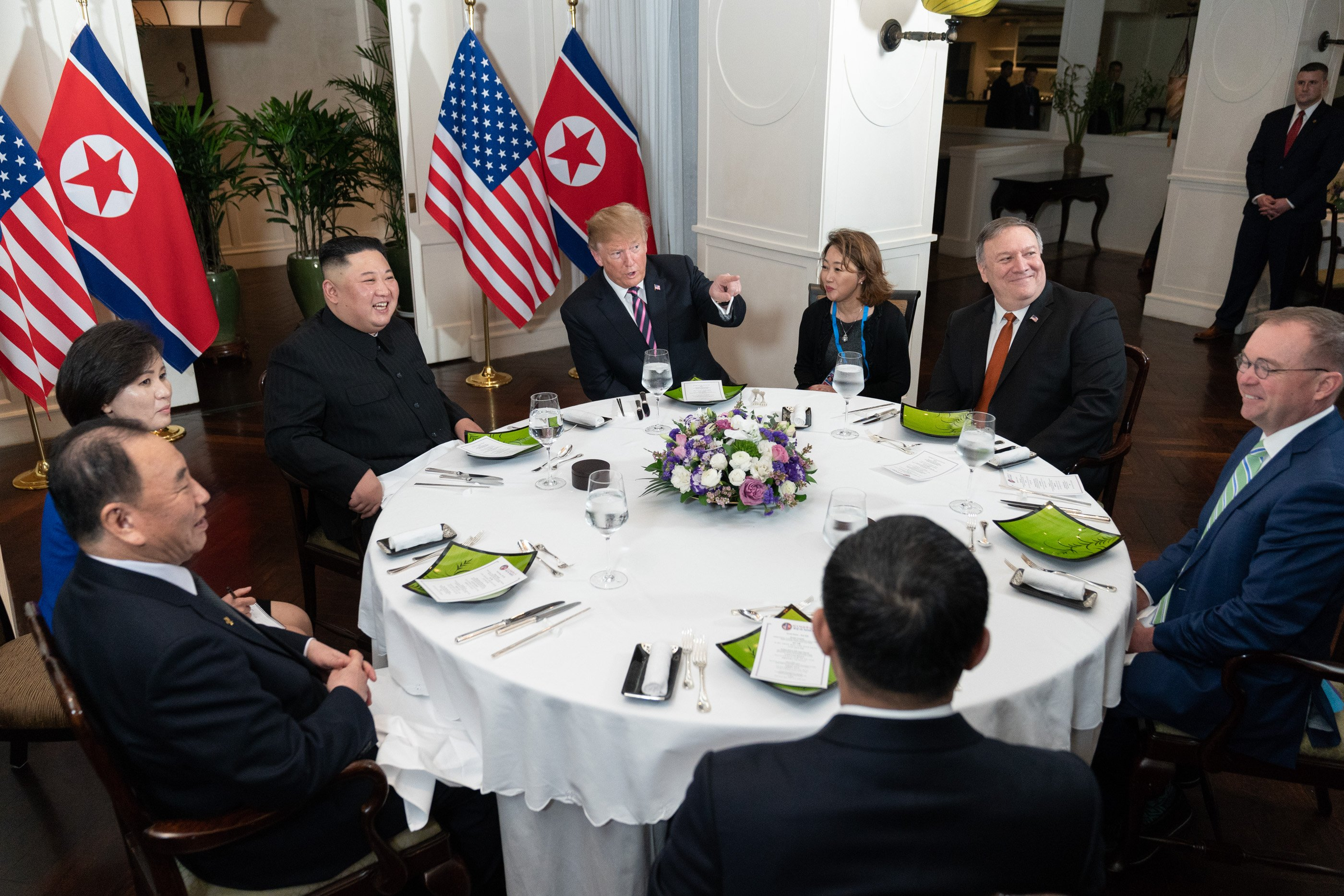
미국의 도날드 트럼프 대통령은 북한의 김정은 위원장및 수행원들과 함께 저녁 식사를 하였다.

하노이 메트로 폴 호텔에서 수요일 저녁 트럼프 대통령과 김정은 위원장은 30분 동안 일대 일 모임을 가졌다. 그들은 오후 6시 30분 (동부 표준시 오전 6시 30분)에 악수로 정상 회담을 시작한 후, 정상간 일대일 회담에 참가했으며 통역사 만 참여했다.

#### 저녁 식사
도널드 트럼프 대통령과 김 위원장은 수요일 하노이에서 저녁 식사를 시작했다. 저녁 식사에는 몇 명의 주요 참석자가 있었다. 마이크 폼페이오 미국 국무장관, 믹 뮬바니 참모, 김영철 조선민주주의인민공화국 중앙정무국 부위원장, 리용호 외무상 등이 참석했다. 트럼프 대통령은 김 위원장과의 첫 발언에서 북한에 대해 "당신 나라의 엄청난 미래"를 보장 한다고 발언했다. 김 위원장은 제 2차 정상 회담은 트럼프의 "용감한 정치적 결정"으로 묘사했다. 김정은 위원장은 싱가포르에서 열린 6월에 열린 1차 정상 회담 이후 지금까지 "생각, 노력, 인내심"이 많이 필요 했었다고 덧붙였다.

### 둘째날

#### 정상간 1대1 미팅
하노이에서의 정상간 일대일 회담에서 김 위원장은 취재 기자들로부터 평양에 미국 연락 사무소를 개설 할 것인지 질문 받았다. 김 위원장은 처음에 취재 기자들의 질문에 답하기를 망설이고, 트럼프에게 정상 회의실에서 언론을 밖으로 보내 달라고 요청했다. 그러나, 트럼프는 김 위원장에게 기자들의 질문에 대답하도록 촉구했다. 그는 통역관을 통해 평양에 미국 연락 사무소를 개설하는 것은 환영받을 만 했다고 대답했다. 트럼프는 응답을 긍정적 인 것으로 인정했다. 그 후 다른 기자는 김 위원장이 핵 프로그램을 중단 할 용의가 있는지 물어 보았다. 그는 "나는 그렇게 북핵을 중단할 용의가 없었다면. 나는 지금 여기에 있지 않을 것이다."라고 대답했다. 이후 양국 정상 지도자들은 회의실로 회의에 들어갔다. 그러나 트럼프와 김정은의 계획된 점심 식사는 잠재적인 합동 서명식뿐만 아니라 취소되었다. 백악관 홍보 담당자 사라 샌더스는 트럼프와 김정은 사이의 점심 및 기자 회견 일정은 취소되었다고 발표했다.

#### 정상 회담  종료

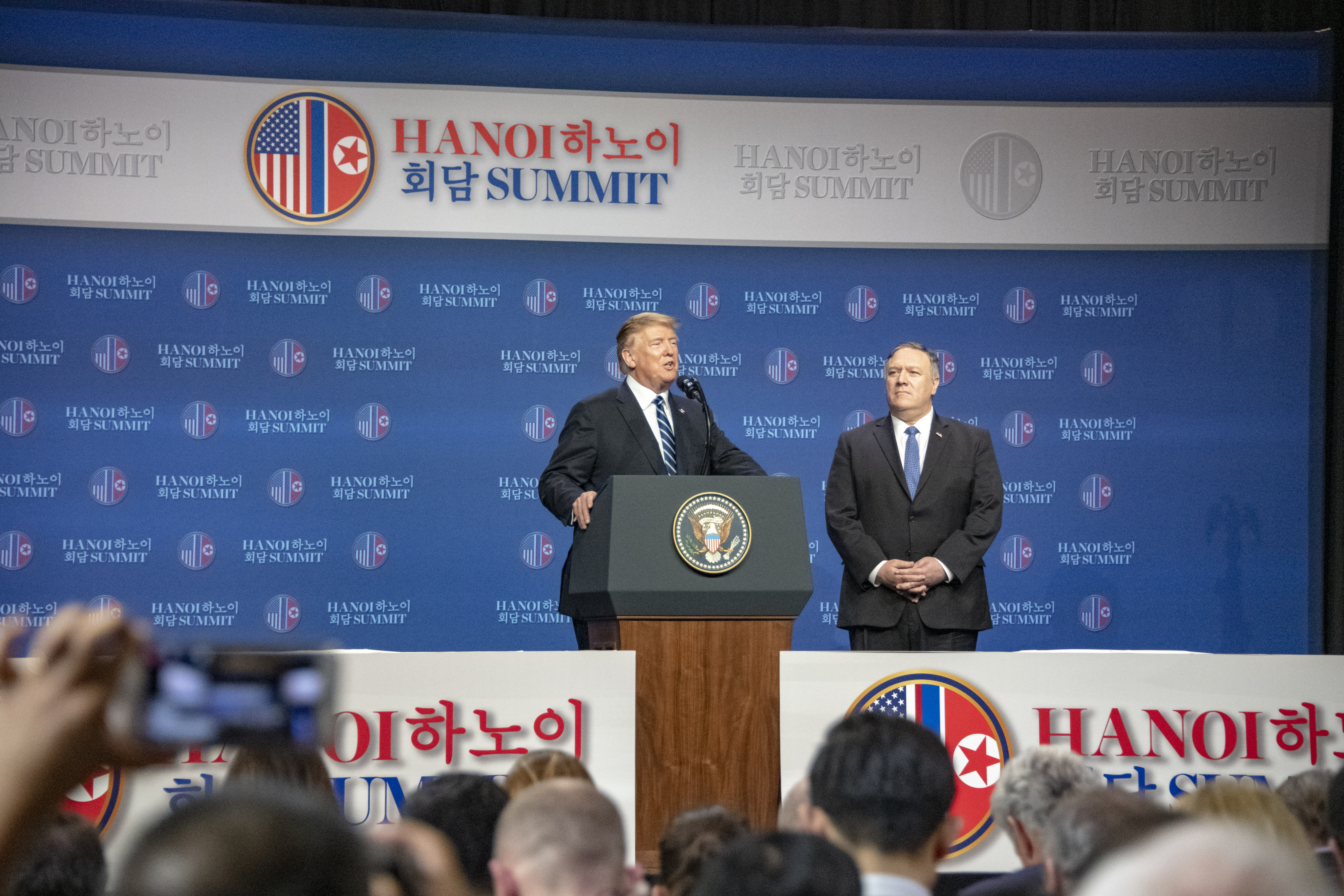
미국의 도날드 트럼프 대통령은 마이크 폼페이오 국무 장관과 기자 회견을 하였다.

도널드 트럼프 대통령과 마이크 폼페이오 국무장관은 정상 회담 후 기자 회견에서, 2019년 2월 28일 목요일 백악관은 정상 회담이 짧게 끝났으며 합의에 이르지 못했다고 발표했다. 트럼프 대통령은 하노이에서 열린 정상 회담 후 기자 회견에서 북한이 경제 제재 조치를 중단하기를 원했기 때문에 정상 회담이 중단됐다고 밝혔다. 트럼프 대통령은 기본적으로 북한은 제재를 완전 해제하길 바랐으나 그렇게 할 수는 없었다고 말했다. "우리 미국은 그 북한과의 합의를 할수가 없었다." 라고 발표하였다.  몇 시간 뒤,  북한 당국자들은 북한이 드물게 소집하는 기자 회견을 소집했다. 리용호 북한 외무성 장관은 트럼프의 발표한 내용과 비교되는 북한측의 입장에 대한 다른 설명을 했다. 리용호 북한 외무성 장관은 트럼프 대통령의 기자 회견 비교한것 관련하여,  북한측 자신들은 미국과는 다른 입장에서의 정상회담 조기 중단된 이유를 설명을 했다. 즉 북한은 일부 제재 해제만을 미국에 제안했다. 리용호 장관은 11건의 유엔 제재 조치 중, 북한은 2016년과 2017년에 부과 된 5 건의 제재 조치가 미국측에서 해제되기를 요청하였음을 발표하였다. 리 북한의 대변인은 북한이 영변의 주요 원자력 시설을 "영구적으로 그리고 완전하게" 해체 할 것을 제안했으며, 미국 전문가들은 이를 준수 할 수 있다고 말했다. 리용호 대표는 또한 북한이 모든 핵 실험과 장거리 미사일 시험을 끝내는것에 대해서는 미국측에 추가적인 보상이 필요함을 제시 하였다. 즉  리용호 대표는 북한이 영변 핵 시설을 파괴하는 것 외에 미국에 추가 보상 조치 없이는 상호  합의가 이루어질 수 없음을 확인했다. 마지막으로 북한은  향후에도 북한의 영변 핵시설 폐기에 대한 조건은 변경되지 않을 것이라고 발표를 하였다. 북한 외무상은 미국이 좋은 협상 기회를 놓친것이라고 발표하였다는 것을 블룸버그 뉴스를 인용 보도하였다

### 미국 뉴스보도
NBC 뉴스는 정상 회담의 2 일째 날에 미국의 협상 대표들이 북한이 핵 및 미사일 프로그램에 대한 상세한 재고현황을 보고 요구를 철회했다고 보도했다. NBC는 또한 미국 관리의 발표를 인용했다. 현재 협상의 초점은 영변 핵 원자로이다. 핵 과학자 Siegfried Hecker 박사는 "영변 핵 시설의 북한의 핵심 시설이다. 만약 영변 핵 시설을 완전히 해체한다면 북한은 결코 다시는 플루토늄을 만들 수 없을 것이다."

### 영변의 개념
북한은 영변 핵시설을 '영변'이라고 이해했고, 미국은 영변군을 '영변'이라고 이해했다. 즉, 미국은 분강 우라늄 농축 공장을 포함하여 영변군 전체의 핵시설을 '영변'이라고 보았으며, 북한은 기존에 국제사회에 이미 공개된 영변 핵시설을 '영변'이라고 이해했다. 미국의 KH-12 정찰위성과 한국의 탈북자 신문을 통해, 한미 정보당국은 영변 핵시설 외곽에 지하 비밀 핵시설이 있다고 보았다. 이들 지하 은닉 핵시설들이 전체적으로는 모두 영변군에 위치하고 있다.

## 제2차 북미 정상회담 이후 발표
2019년 3월 15일, 최선희 북한 외무성 부상(차관)이 평양에서 기자회견을 하여, 북한이 비핵화 협상을 중단할 수도 있다고 말하였다. 김정은 국무위원장이 하노이 2차 북미정상회담 이후 북한의 향후 행동계획을 담은 공식성명을 곧 발표할 것이라고 말하였다.

중국의 관영 언론은 비록 2차 북미 정상회담이 협상 결과를 도출하지 못했지만, 북미 정상간에 긍정적인 시그널이 나오는것을 바탕으로 멀지 않은 시점에 3차 정상회담이 열릴것을 전망하였다. 

또한 미국의 소리 (VOA)는 실질적인 북한의 비핵화를 위해서 마이크 폼페이오 미국 국무 장관은 몇개월 안에 제 3차 북미 정상회담이 성사 될것으로 기대 한다는 미국 펜실바니아 지역의 인터뷰내용을 보도 하였다. 트럼프 미국 대통은 미국의 안보 보좌관 역할 하던 존 볼턴을 북한에 대한 핵협상 대응에 관련된 불합리한 주장과 이란에 대한 군사 공격등을 하는 것등을 이유로  해고 하였다.
전쟁광으로 알려진 존 볼턴이 2019년 9월 10일에 해임된 이후에 북미간의 협상이 실질적으로 진행될 것으로 싱가폴 언론은 예상하였다.

### 관련 전문가의 반응
말레이시아 국립 대학교 (National University of Malaysia)의 교수인 쵸 핑 휴(Chiew-Ping Hoo) 교수는 하노이 정상 회담에서의 협상이 존 볼턴 (John Bolton)이 정상간의 협상문을 최종시간에 갑자기 바꿨다고 말했다.
쵸 핑 휴(Chiew-Ping Hoo) 교수는 원래의 협상 대상인 영변 핵 기지를 비핵화를 위한 목표물 이었던것에서  갑자기 변경하여, 북한의 여러 가지 대량 살상 무기를 생산하는 다른 현장까지 추가할 것을 미국이 권고했다고 분석하였다. 도날드 트럼프 미국 대통령은  미국 국내 여러 가지 어려운 여건들로 인해서  존 볼 턴의 갑작스런 정상 회담 협상 내용을 변경하자는 제안에  동의 해야했으며, 이로 인해 북미 정상 회담의 결과가 나오지 않았다는 것이  쵸 핑 휴(Chiew-Ping Hoo) 교수의 주장이다. 쵸 핑 휴(Chiew-Ping Hoo) 교수 그녀는 또한 북한의 외교자의 입장에서 보면, 미국이 정상회담을 하는 당일에 갑자기 기존에 북미간에 실무 협상에서 미리 합의된 협상내용을 갑자기 바꾸는 것은, 올바른 외교 협상 과정이라고 확신하지 않는다고 하였다. 또한 북한의 희망은 미국이 하노이 정상 회담 전 북미간 실무 협상 단계로 돌아가는것 이라고 분석하였다.

## 같이 보기
- 2019년 6월 북미정상회담
- 2018년 북미정상회담
- 남북정상회담
- 한미정상회담
- 1호 열차
- 포괄적 공동행동계획 - 미국과 이란이 6개월 이상의 지속된 실무 핵협상을 통해 UN 이사국의 지지를 받았던 인류 최초의 핵협정